# Single numer jeden w roku 1970 (Japonia)
Notowanie Weekly Singles Chart (jap. 週間シングルチャート Shūkan Shinguru Chāto) przedstawia najlepiej sprzedające się single w Japonii. Publikowane jest ono przez magazyn Oricon Style, a dane kompletowane są przez Oricon w oparciu o cotygodniowe wyniki sprzedaży fizycznej singli. Poniżej znajdują się tabele prezentujące najpopularniejsze single w danych tygodniach w roku 1970.

## Oricon Weekly Singles Chart
| Data            | Utwór                                                    | Wykonawca       | Źródło |
| --------------- | -------------------------------------------------------- | --------------- | ------ |
| 6 stycznia      | „Kuroneko no Tango” (jap. 黒ネコのタンゴ)                | Osamu Minagawa  | [ 1 ]  |
| 12 stycznia     | „Kuroneko no Tango” (jap. 黒ネコのタンゴ)                | Osamu Minagawa  | [ 2 ]  |
| 19 stycznia     | „Kuroneko no Tango” (jap. 黒ネコのタンゴ)                | Osamu Minagawa  | [ 3 ]  |
| 26 stycznia     | „Kuroneko no Tango” (jap. 黒ネコのタンゴ)                | Osamu Minagawa  | [ 4 ]  |
| 2 lutego        | „Kuroneko no Tango” (jap. 黒ネコのタンゴ)                | Osamu Minagawa  | [ 5 ]  |
| 9 lutego        | „Kuroneko no Tango” (jap. 黒ネコのタンゴ)                | Osamu Minagawa  | [ 5 ]  |
| 16 lutego       | „Awazu ni aishite” (jap. 逢わずに愛して)                 | Osamu Minagawa  | [ 5 ]  |
| 23 lutego       | „Awazu ni aishite” (jap. 逢わずに愛して)                 | Osamu Minagawa  | [ 5 ]  |
| 2 marca         | „Awazu ni aishite” (jap. 逢わずに愛して)                 | Osamu Minagawa  | [ 5 ]  |
| 9 marca         | „Shiroi chō no Samba” (jap. 白い蝶のサンバ)              | Kayoko Moriyama | [ 5 ]  |
| 16 marca        | „Shiroi chō no Samba” (jap. 白い蝶のサンバ)              | Kayoko Moriyama | [ 5 ]  |
| 23 marca        | „Shiroi chō no Samba” (jap. 白い蝶のサンバ)              | Kayoko Moriyama | [ 5 ]  |
| 30 marca        | „Onna no Blues” (jap. 女のブルース)                      | Keiko Fuji      | [ 5 ]  |
| 6 kwietnia      | „Onna no Blues” (jap. 女のブルース)                      | Keiko Fuji      | [ 5 ]  |
| 13 kwietnia     | „Onna no Blues” (jap. 女のブルース)                      | Keiko Fuji      | [ 5 ]  |
| 20 kwietnia     | „Onna no Blues” (jap. 女のブルース)                      | Keiko Fuji      | [ 5 ]  |
| 27 kwietnia     | „Onna no Blues” (jap. 女のブルース)                      | Keiko Fuji      | [ 5 ]  |
| 4 maja          | „Onna no Blues” (jap. 女のブルース)                      | Keiko Fuji      | [ 5 ]  |
| 11 maja         | „Onna no Blues” (jap. 女のブルース)                      | Keiko Fuji      | [ 5 ]  |
| 18 maja         | „Onna no Blues” (jap. 女のブルース)                      | Keiko Fuji      | [ 5 ]  |
| 25 maja         | „Keiko no yume wa yoru hiraku” (jap. 圭子の夢は夜ひらく) | Keiko Fuji      | [ 5 ]  |
| 1 czerwca       | „Keiko no yume wa yoru hiraku” (jap. 圭子の夢は夜ひらく) | Keiko Fuji      | [ 5 ]  |
| 8 czerwca       | „Keiko no yume wa yoru hiraku” (jap. 圭子の夢は夜ひらく) | Keiko Fuji      | [ 5 ]  |
| 15 czerwca      | „Keiko no yume wa yoru hiraku” (jap. 圭子の夢は夜ひらく) | Keiko Fuji      | [ 5 ]  |
| 22 czerwca      | „Keiko no yume wa yoru hiraku” (jap. 圭子の夢は夜ひらく) | Keiko Fuji      | [ 5 ]  |
| 29 czerwca      | „Keiko no yume wa yoru hiraku” (jap. 圭子の夢は夜ひらく) | Keiko Fuji      | [ 5 ]  |
| 6 lipca         | „Keiko no yume wa yoru hiraku” (jap. 圭子の夢は夜ひらく) | Keiko Fuji      | [ 5 ]  |
| 13 lipca        | „Keiko no yume wa yoru hiraku” (jap. 圭子の夢は夜ひらく) | Keiko Fuji      | [ 5 ]  |
| 20 lipca        | „Keiko no yume wa yoru hiraku” (jap. 圭子の夢は夜ひらく) | Keiko Fuji      | [ 5 ]  |
| 27 lipca        | „Keiko no yume wa yoru hiraku” (jap. 圭子の夢は夜ひらく) | Keiko Fuji      | [ 5 ]  |
| 3 sierpnia      | „Ai wa kizutsuki yasuku” (jap. 愛は傷つきやすく)         | Hide & Rosanna  | [ 5 ]  |
| 10 sierpnia     | „Ai wa kizutsuki yasuku” (jap. 愛は傷つきやすく)         | Hide & Rosanna  | [ 5 ]  |
| 17 sierpnia     | „Ai wa kizutsuki yasuku” (jap. 愛は傷つきやすく)         | Hide & Rosanna  | [ 5 ]  |
| 24 sierpnia     | „Ai wa kizutsuki yasuku” (jap. 愛は傷つきやすく)         | Hide & Rosanna  | [ 5 ]  |
| 31 sierpnia     | „Ai wa kizutsuki yasuku” (jap. 愛は傷つきやすく)         | Hide & Rosanna  | [ 5 ]  |
| 7 września      | „Tegami (singel Saori Yuki)” (jap. 手紙)                 | Saori Yuki      | [ 5 ]  |
| 14 września     | „Tegami (singel Saori Yuki)” (jap. 手紙)                 | Saori Yuki      | [ 5 ]  |
| 21 września     | „Tegami (singel Saori Yuki)” (jap. 手紙)                 | Saori Yuki      | [ 5 ]  |
| 28 września     | „Tegami (singel Saori Yuki)” (jap. 手紙)                 | Saori Yuki      | [ 5 ]  |
| 5 października  | „Tegami (singel Saori Yuki)” (jap. 手紙)                 | Saori Yuki      | [ 5 ]  |
| 12 października | „Tegami (singel Saori Yuki)” (jap. 手紙)                 | Saori Yuki      | [ 5 ]  |
| 19 października | „Otoko no sekai” (jap. 男の世界)                         | Jerry Wallace   | [ 5 ]  |
| 26 października | „Otoko no sekai” (jap. 男の世界)                         | Jerry Wallace   | [ 5 ]  |
| 2 listopada     | „Otoko no sekai” (jap. 男の世界)                         | Jerry Wallace   | [ 5 ]  |
| 9 listopada     | „Kyōto no koi” (jap. 京都の恋)                           | Yūko Nagisa     | [ 5 ]  |
| 16 listopada    | „Kyōto no koi” (jap. 京都の恋)                           | Yūko Nagisa     | [ 5 ]  |
| 23 listopada    | „Kyōto no koi” (jap. 京都の恋)                           | Yūko Nagisa     | [ 5 ]  |
| 30 listopada    | „Kyōto no koi” (jap. 京都の恋)                           | Yūko Nagisa     | [ 5 ]  |
| 7 grudnia       | „Kyōto no koi” (jap. 京都の恋)                           | Yūko Nagisa     | [ 5 ]  |
| 14 grudnia      | „Kyōto no koi” (jap. 京都の恋)                           | Yūko Nagisa     | [ 5 ]  |
| 21 grudnia      | „Kyōto no koi” (jap. 京都の恋)                           | Yūko Nagisa     | [ 5 ]  |
| 28 grudnia      | „Kyōto no koi” (jap. 京都の恋)                           | Yūko Nagisa     | [ 5 ]  |